# Harraphidia harpyia
Harraphidia harpyia is een kameelhalsvliegensoort uit de familie van de Raphidiidae. De soort komt voor in Marokko.
Harraphidia harpyia werd voor het eerst wetenschappelijk beschreven door Steinmann in 1963.